# 魔盜王：被詛咒的艦隊
《魔盜王：被詛咒的艦隊》是一款已中止開發的遊戲。遊戲本由Propaganda Games開發、迪士尼互動工作室發行，並預定製作適用於Microsoft Windows、PlayStation 3和Xbox 360平台的版本。這亦是該工作室首次嘗試創作以魔盜王系列電影背景為主題的開放世界遊戲。遊戲故事發生在電影《魔盜王決戰鬼盜船》之前，玩家會扮演海盜船船長詹姆斯·斯特林，而他的主要目的是穿越加勒比海並為自身贏得聲譽。儘管開發商所釋出的故事相關資料很少，但其目的為創造一個獨立於電影系列的主角，以及引入新角色。遊戲玩法著重於角色扮演元素，包括實時戰鬥和武器客制化等。
迪士尼互動娛樂工作室在2009年E3電子娛樂展上展示此遊戲，並獲得了大多數遊戲記者的正面評價。IGN的記者把遊戲形容為「一款很有前途的角色扮演遊戲」，而GamesRadar的記者則稱讚遊戲玩法並將其與刺客教條系列進行比較。然而在2010年10月、遊戲預計發行日期前的數個月，迪士尼互動娛樂工作室宣布取消遊戲的所有開發工作，令不少遊戲記者感到失望。不久，遊戲開發商Propaganda Games亦宣告結束營業。2013年，刺客教條系列的發行商育碧發布了一款與本作類似的遊戲——《刺客教條IV：黑旗》。

## 玩法

遊戲的早期畫面，展示了基於加勒比海盜系列電影而建構的開放世界環境

遊戲被認定是一款第三人稱視角的動作冒險遊戲，而故事則以魔盜王為基礎，並在開放世界環境中進行。玩家需要扮演海盜船長詹姆斯·斯特林（James Sterling），主要任務是穿越加勒比海並為自身贏得聲譽。遊戲以「選擇自己的命運」為重心，玩家的選擇不僅影響故事，還會影響角色的外表、性格、武器、攻擊、任務甚至是遊戲結局。雖然玩家可以自行配置角色的能力數據，但是某些元素仍是由遊戲的兩種角色類型（傳奇和恐懼）決定。在遊戲開始時玩家需要選擇角色類型，每種角色類型都有其獨特的特徵，而這些特徵則塑造了遊戲的體驗方式（包括玩家與環境及非玩家角色之間的互動），亦會影響往後的玩法和故事元素。
遊戲的戰鬥場地分為海上及陸地。斯特林的攻擊可輕可重，玩家亦可以把攻擊組合起來製造連擊，以增加角色所造成的傷害。而在適當時間施展連擊，則能在連擊結束時製造額外的攻擊，且攻擊力會較高。另外，斯特林還可以詛咒他的敵人，而當此被用作終結招式時更能削弱了周圍所有敵人。按照玩家所選擇的海盜類型，角色的所有攻擊、特殊動作及攻擊組合都會有所不同，還可以隨意升級。
在遊戲內，玩家會獲得一艘由名為「涅墨西斯」（Nemesis）、可供客製化的船艦，而玩家在遊戲內所作出的選擇將會決定他們可以僱用哪些船員，從而影響船艦的特質。玩家可利用該艘船艦探索加勒比海，並與其他船艦作戰。而在戰鬥時，玩家亦可以選擇駕駛船艦、發射大砲或登上敵艦進行近距離戰鬥。如果玩家在登上敵艦後成功消滅所有敵方船員，那麼他們將會獲得較多的戰利品，相反摧毀船艦則會獲得較少。而在摧毀船艦後，玩家可以在船隻殘骸中打撈戰利品，並在市場上出售。

## 劇情
雖然有關劇情的資料很少，但可以確定的是遊戲主角詹姆斯·斯特林與電影系列的人物及故事情節並沒有任何關係。另外，遊戲與電影系列共享同一個世界觀，但遊戲故事發生在第一部電影《魔盜王決戰鬼盜船》之前。斯特林在貧窮家庭中成長，長大後成為了一名冒險家的他終日想著名揚四海及坐擁巨額財富，因此決定挺而走險成為海盜。雖然斯特林在首次航行中被人殺害，但他後來透過超自然力量復活，並獲得了第二次機會。在這些事件過後，玩家需要選擇成為傳奇海盜或是令人畏懼的海盜。若選擇前者，斯特林將會成為一位行事誠實、受人尊敬的海盜；若選擇後者，斯特林則會成為一位有點神秘且令人懼怕的海盜。

## 開發及取消
Propaganda Games是一間於2005年成立的電子遊戲開發商，由EA加拿大的前僱員組成，並由迪士尼互動工作室擁有。Propaganda Games主要為迪士尼互動工作室開發動作冒險遊戲，亦負責本作的開發工作。該開發商的首款遊戲《恐龍獵人》售出超過一百萬份，取得了商業上的成功。在《恐龍獵人》發行後，Propaganda Games隨即著手於有關魔盜王系列的遊戲項目。公司副總裁兼總經理丹·塔奇（Dan Tudge）在2010年5月接受訪問時曾表示，這款遊戲是「粉絲們渴望探索的世界」。另外，開發商透露他們編寫了多個腳本來改善遊戲玩法的重點，亦加入了互動選擇系統以塑造遊戲，使玩家的選擇成為遊戲的重要特色。
根據遊戲總監亞歷克斯·彼得斯（Alex Peters）的說法，遊戲與電影系列中出現的角色沒有任何關係，更指「開發人員明確表示不想遊戲和電影有關聯」。這種渴望導致詹姆斯·斯特林的出現，一個有著電影角色般的熟悉感、同時又能符合開發人員需求的角色。另外，Propaganda Games為遊戲創作了完全原創的背景樂曲，並把電影的主題曲視為「高雅的歌曲」，僅偶爾在部份場景使用。
在本作的開發過程期間，Propaganda Games還同時開始了《創戰紀：進化》的開發工作，並在2010年12月發行遊戲。2010年10月，迪士尼互動工作室宣布推行Propaganda Games的架構重組計劃，遊戲的開發團隊因而被解僱，但《創戰紀：進化》及其追加下載內容的開發工作則不受影響。架構重組令Propaganda Games減少了百多名員工，並需要中止本作的開發工作。在中止開發後，原定用於遊戲內的原創背景樂曲則轉移至2011年發行的《樂高神鬼奇航》內。另一方面，負責《創戰紀：進化》的開發團隊同樣受到裁員的影響，但他們仍致力於完成該遊戲的開發工作。然而，《創戰紀：進化》在發行後未能取得商業上的成功，因此迪士尼互動工作室中止了其追加下載內容的開發工作，並關閉了Propaganda Games。

## 評價
當迪士尼互動娛樂工作室在2009年E3電子娛樂展上公開此遊戲時，大多數遊戲記者及評論家都給予正面評價。IGN的戴蒙·哈特菲爾德（Daemon Hatfield）把遊戲形容為「一款很有前途的角色扮演遊戲」，又指「即使遊戲打著魔盜王的名號，但它仍然是一款獨立遊戲，是一款可讓玩家創造屬於自己的海盜角色，並在加勒比海中徘徊以尋求名利的冒險遊戲」。GamesRadar的克里斯·安妮斯塔（Chris Antista）則稱讚遊戲玩法，並將其與刺客教條系列進行比較。安妮斯塔又指開發人員極大地在遊戲內保留了電影的精神，且沒有執著於重現玩家早已在大銀幕上看到的畫面。
《官方Xbox雜誌》的一位編輯指「魔盜王系列有一個美好的開始，隨後卻逐漸陷入平庸，但在續集內竟出現了有著觸手的卡拉肯」，故推測任何一款把故事設定在第一部電影之前的魔盜王遊戲都可能很棒。《Game Informer》的馬特·米勒（Matt Miller）對遊戲有著深刻的印象，稱讚其語音和戰鬥系統有如質量效應系列般優秀。米勒更指「我們並沒有對參與海盜聚會寄予很高的期望，但是對遊戲的潛力感到驚訝」。Joystiq的邁克·施拉姆（Mike Schramm）把遊戲與《神鬼寓言》作比較，並指出遊戲的戰鬥很紮實但有點淺薄，而遊戲畫面及抛光效果則很不錯。
在遊戲預計發行日期前的數個月，迪士尼互動娛樂工作室宣佈裁減Propaganda Games的員工並中止開發遊戲，當時不少遊戲記者都感到失望。IGN的瑞安·克萊門茨（Ryan Clements）表示遺憾，又指玩家因此而無法在現時認識到該遊戲的潛力。賈斯汀·托威爾（Justin Towell）為GamesRadar撰寫文章時提到他對迪士尼的決定感到沮喪，並指迪士尼沒有理由完全放棄一款即將完成開發工作的遊戲。《Game Informer》的傑夫·馬爾基法瓦（Jeff Marchiafava）亦對遊戲中止開發感到悲傷，並表示「沮喪的海盜會發出怎樣的聲音？因為我們現時打算發出這種聲音」。